# كبريتات رباعي أمين النحاس الثنائي
كبريتات رباعي أمين النحاس الثنائي هو معقد تناسقي أميني صيغته الكيميائية CuH14N4O5S ويوجد على هيئة صلب بلوري أزرق داكن.

## التحضير
يحصر المركب من إضافة كمية فائضة من الأمونيا إلى محلول كبريتات النحاس الثنائي، ثم بالتبخير والاستخلاص باستخدام مذيب عضوي من الإيثانول أو إيزوبروبانول.
{\displaystyle \mathrm {CuSO_{4}+4\ NH_{3}+H_{2}O\longrightarrow \ {[Cu(NH_{3})}_{4}]SO_{4}\cdot \ H_{2}O} }

## الخواص
يوجد المركب في الشروط القياسية على هيئة صلب بلوري ذي لون أزرق داكن. بالتعرض الطويل للهواء يفقد المركب استقراره ويحدث تحرر للأمونيا.
{\displaystyle \mathrm {[Cu(NH_{3})_{4}]^{\,2+}\rightleftharpoons \ Cu^{\,2+}+4\ NH_{3}} }
يبلغ طول الرابطة Cu-N وCu-O مقدار 210 و 233 بيكومتر، على الترتيب؛ وذلك وفق دراسة البلورات بالأشعة السينية.